# Religia w województwie podkarpackim
Religia w województwie podkarpackim – artykuł zawiera listę kościołów i związków wyznaniowych działających na terenie województwa podkarpackiego.

## Katolicyzm

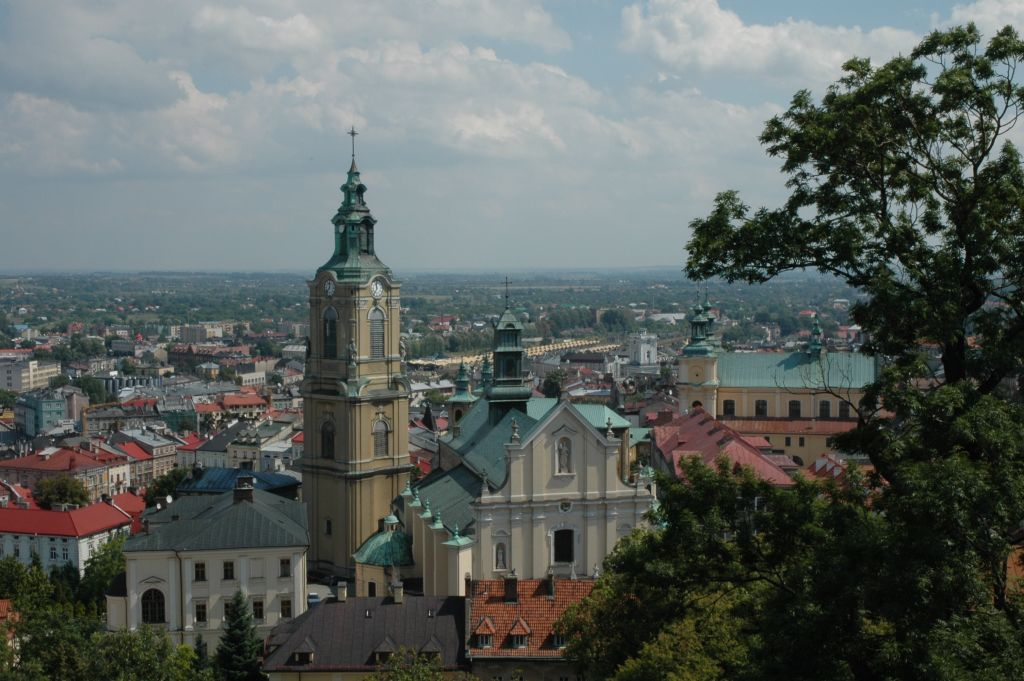
Archikatedra w Przemyślu, główna świątynia Archidiecezji Przemyskiej

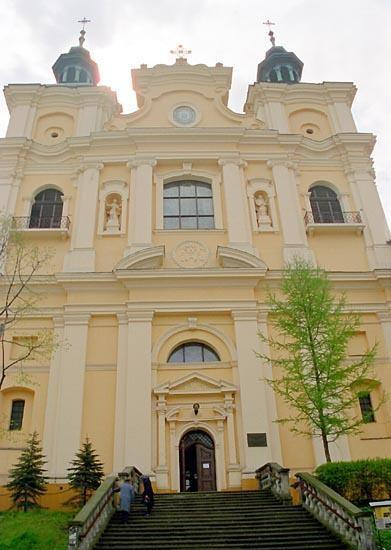
Archikatedra greckokatolicka św. Jana Chrzciciela w Przemyślu

### Kościół rzymskokatolicki
Obrządek łaciński
- Metropolia przemyska (część)
  - Archidiecezja przemyska – dekanaty: Przemyśl I; Przemyśl II; Przemyśl III; Bircza; Błażowa; Brzozów; Domaradz; Dubiecko; Dukla; Dynów; Grabownica; Jaćmierz; Jarosław I; Jarosław II; Jarosław III; Kalwaria Pacławska; Kańczuga; Krosno I; Krosno II; Krosno III; Lesko; Leżajsk I; Leżajsk II; Lutowiska; Łańcut I; Łańcut II; Miejsce Piastowe; Pruchnik; Przeworsk I; Przeworsk II; Radymno I; Radymno II; Rymanów; Rzepedź; Sanok I; Sanok II; Sieniawa; Solina; Ustrzyki Dolne; Żołynia; Żurawica
  - Diecezja rzeszowska (część) – dekanaty: Boguchwała; Brzostek; Czudec; Dębowiec; Frysztak; Głogów Małopolski; Jasło Wschód; Jasło Zachód; Kolbuszowa Wschód; Kolbuszowa Zachód; Nowy Żmigród; Ropczyce; Rzeszów Fara; Rzeszów Katedra; Rzeszów Południe; Rzeszów Północ; Rzeszów Wschód; Rzeszów Zachód; Sędziszów Małopolski; Sokołów Małopolski; Strzyżów; Tyczyn; Wielopole Skrzyńskie
  - Diecezja zamojsko-lubaczowska (część) – dekanaty: Cieszanów; Lubaczów; Narol; Biłgoraj – Południe (część)
- Metropolia krakowska (część)
  - Diecezja tarnowska (część) – dekanaty: Dębica Wschód; Dębica Zachód; Mielec Południe; Mielec Północ; Pilzno (część); Pustków-Osiedle; Radomyśl Wielki
- Metropolia lubelska (część)
  - Diecezja sandomierska (część) – dekanaty: Baranów Sandomierski; Gorzyce; Nisko; Pysznica; Raniżów; Rudnik nad Sanem; Stalowa Wola; Nowa Dęba; Tarnobrzeg; Ulanów; Zaklików (część)

Obrządek bizantyjsko-ukraiński
- Archieparchia przemysko-warszawska[1]
  - Dekanat przemyski (część) – parafie: Chotyniec; Dziewięcierz; Gaje; Jarosław; Kobylnica Wołoska; Leszno (Poździacz); Lubaczów; Łuczyce; Przemyśl (2) (filie parafii archikatedralnej: Przemyśl–Kruhel Wielki, Krasice, Nowe Sady); Sieniawa; Wietlin
  - Dekanat sanocki – parafie: Grab; Hłomcza; Komańcza; Kulaszne; Mokre; Olchowiec; Polany; Rzepedź; Rzeszów; Sanok; Ustrzyki Dolne; Wysoczany; Zagórz; Zyndranowa

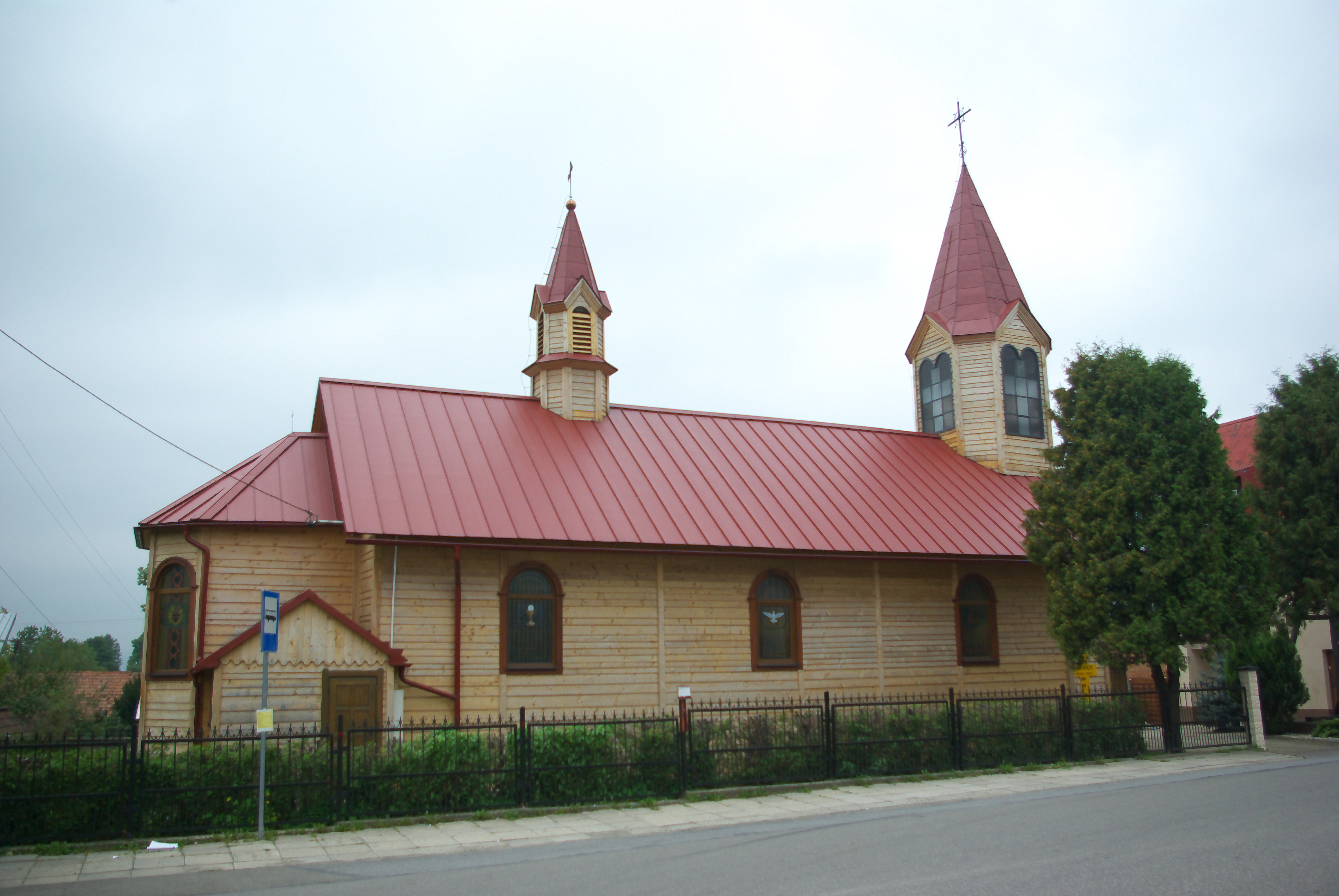
Kościół polskokatolicki Najświętszego Serca Pana Jezusa w Bażanówce

### Kościół Polskokatolicki
- Diecezja krakowsko-częstochowska
  - Dekanat podkarpacki – parafie: Bażanówka; Jaćmierz; Jastkowice; Łęki Dukielskie; Sanok
- Diecezja warszawska
  - Dekanat zamojski (część) – parafia: Lipa[2]

## Prawosławie

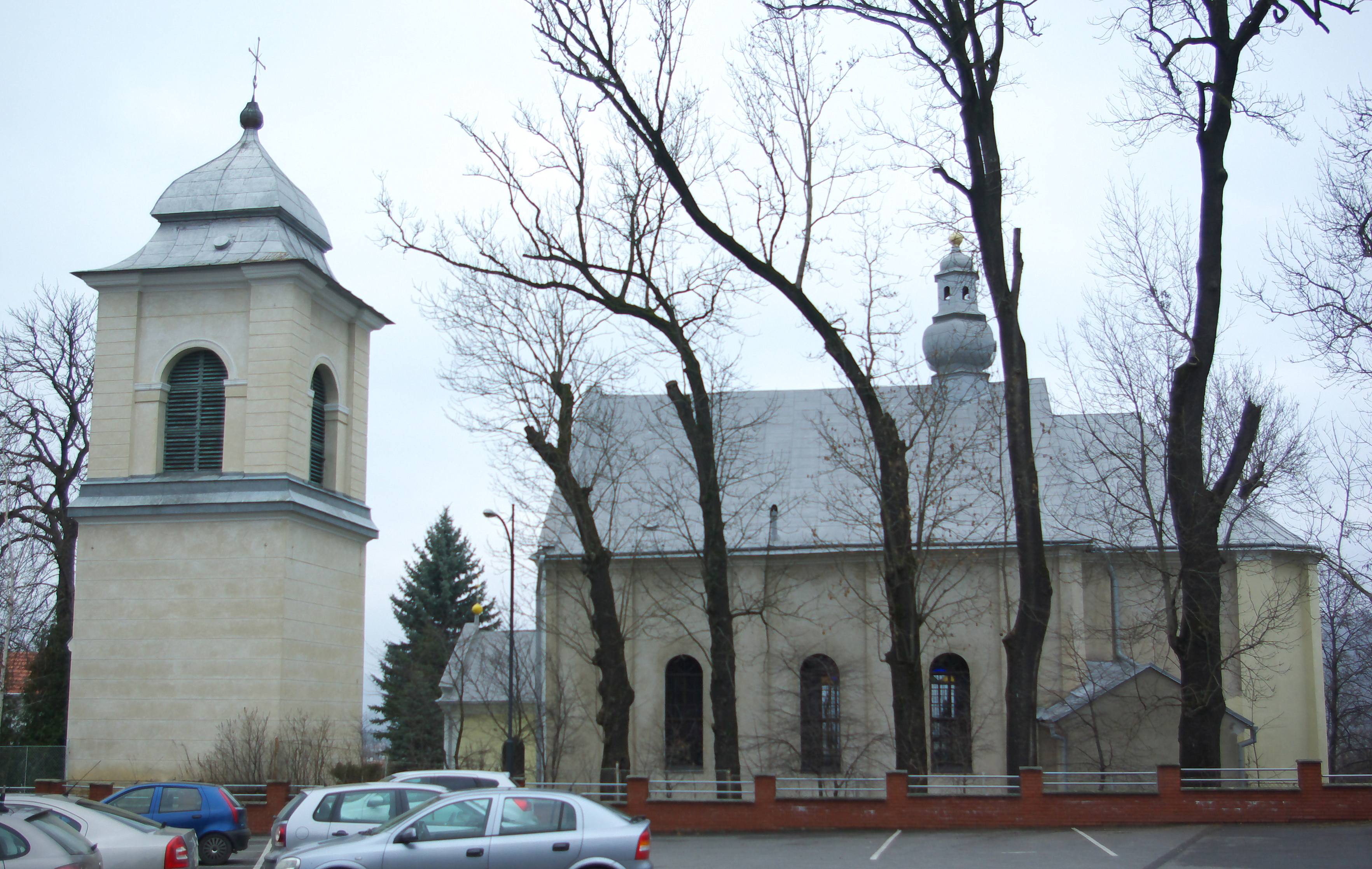
Prawosławny sobór Świętej Trójcy w Sanoku

### Polski Autokefaliczny Kościół Prawosławny
- Diecezja przemysko-gorlicka
  - Dekanat Przemyśl – parafie: Rzeszów; Kalników (filia: Nienowice); Kłokowice (filia: Młodowice); Przemyśl; Zapałów[3]
  - Dekanat Sanok – parafie: Komańcza; Morochów (filia: Dziurdziów); Pielgrzymka (filia: Tylawa); Sanok; Szczawne; Turzańsk; Zagórz; Zyndranowa[4]
- Diecezja lubelsko-chełmska[5]
  - Dekanat Zamość (część) – placówka: Kulno (filia parafii w Tarnogrodzie)
- Prawosławny Ordynariat Wojska Polskiego – parafia: Przemyśl[6]

## Protestantyzm
- Kościół Zielonoświątkowy – zbory: Brylińce; Brzeżawa; Dębica; Jarosław; Jasło; Krosno; Mielec; Przemyśl; Rzeszów; Stalowa Wola; Tarnobrzeg[7]
- Kościół Chrześcijan Baptystów – zbory: Krowica Sama; Przemyśl; Rzeszów; Tarnobrzeg[8]
- Kościół Chrześcijan Wiary Ewangelicznej – zbory: Stalowa Wola; Wólka Tanewska
- Ewangeliczna Wspólnota Zielonoświątkowa – zbory: Czarna; Glinne; Puławy Górne; Sanok; Wisłoczek; Wola Piotrowa
- Kościół Boży w Chrystusie – zbór: Rzeszów
- Kościół Adwentystów Dnia Siódmego – zbory: Krosno; Łańcut; Przemyśl; Rzeszów; Sanok; Stalowa Wola; Markowa; Mielec; Tarnobrzeg; Sandomierz
- Kościół Jezusa Chrystusa „Syjon” – zbór: Rzeszów
- Kościół Ewangelicko-Metodystyczny – parafia: Przemyśl (filiał – Duńkowice)[9]
- Wspólnota Golgota – zbór: Tarnobrzeg

## Restoracjonizm
- Świadkowie Jehowy

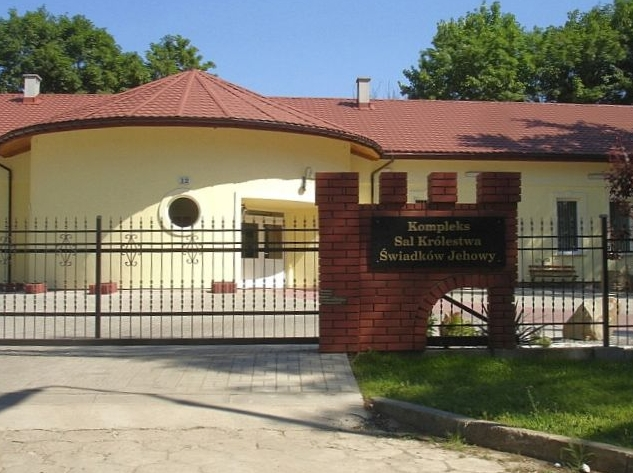
Sala Królestwa w Sanoku

- 41 zborów (w tym w grupa angielskojęzyczna, grupa ukraińskojęzyczna, dwie grupy języka migowego) korzystających z  Sal Królestwa: Brzeziny-Brzostek, Dębica, Dukla, Dynów, Gorzyce, Harasiuki (2), Jarosław, Kolbuszowa, Komańcza, Krosno (3), Krzeszów, Lesko, Leżajsk, Lubaczów, Łańcut, Mielec, Nowa Dęba, Przemyśl (2), Przeworsk, Radymno, Ropczyce, Rymanów, Rzeszów (5), Sanok (3), Stalowa Wola (3), Strzyżów, Tarnobrzeg, Ustrzyki Dolne.

Kongresy dla ok. 5500 głosicieli z Podkarpacia odbywają się w rzeszowskiej hali Podpromie.
- Świecki Ruch Misyjny „Epifania” – zbory: Rzeszów; Cewków; Gębiczyna; Jarosław; Jasło; Kobylany; Krosno; Leżachów; Łańcut; Nienadówka; Oleszyce Stare; Przemyśl; Stalowa Wola; Wólka Niedźwiedzka[11]
- Zrzeszenie Wolnych Badaczy Pisma Świętego – zbory: Oleszyce, Przychojec
- Kościół Chrześcijański w Duchu Prawdy i Pokoju – zbór: Rzeszów

## Judaizm
- Byłe synagogi: Rzeszów, Przemyśl, Sanok, Jasło, Lubaczów, Kolbuszowa, Ustrzyki Dolne, Strzyżów, Lesko, Łańcut, Dukla

## Buddyzm
- Buddyjski Związek Diamentowej Drogi Linii Karma Kagyu – ośrodki: Przemyśl; Rzeszów; Jarosław; Krosno; Lubaczów[12]
- Szkoła Zen Kwan Um w Polsce – ośrodek: Rzeszów